# Stewart (Minnesota)
Stewart es una ciudad ubicada en el condado de McLeod, en el estado estadounidense de Minnesota. En el censo de 2010 tenía una población de 571 habitantes y una densidad poblacional de 272,85 personas por km².

## Geografía
Stewart se encuentra ubicada en las coordenadas 44°43′26″N 94°29′12″O / 44.72389, -94.48667. Según la Oficina del Censo de los Estados Unidos, Stewart tiene una superficie total de 2,09 km², de la cual 2,08 km² corresponden a tierra firme y (0,37%) 0,01 km² es agua.

## Demografía
Según el censo de 2010, había 571 personas residiendo en Stewart. La densidad de población era de 272,85 hab./km². De los 571 habitantes, Stewart estaba compuesto por el 97,37% blancos, el 0,18% eran asiáticos, el 1,75% eran de otras razas y el 0,7% pertenecían a dos o más razas. Del total de la población, el 4,2% eran hispanos o latinos de cualquier raza.